# Obrtno-podjetniška zbornica Slovenije
Obrtno – podjetniška zbornica Slovenije (OZS) je združenje, ki združuje vse pravne in fizične osebe, ki opravljajo obrtno in obrti podobno pridobitno dejavnost v Republiki Sloveniji. Za obrtno dejavnost velja, da je tradicionalno povezana z obrtjo in jo kot glavno dejavnost trajno opravljajo samostojni podjetniki posamezniki in gospodarske družbe, ki spadajo med majhne družbe. Točna določila, kaj je obrtna dejavnost, določa Obrtni zakon (ObrZ) v svojem 5.členu. V OZS so združeni tudi posamezniki, ki opravljajo dejavnost domače in umetnostne obrti Arhivirano 2009-09-28 na Wayback Machine., za katero pa je značilen enostaven način dela s pretežnim ročnim delom ter umetniško in oblikovalsko ustvarjanje.
OZS in 62 Območno obrtno – podjetniških zbornic so osebe javnega prava in so samostojne, strokovne poslovne organizacije. OZS deluje na območju Republike Slovenije, Območne obrtno – podjetniške zbornice pa delujejo na določenem področju.

## Članarina
Zakon določa, da morajo člani za obvezno članarino dobiti enake storitve, vse individualne storitve pa morajo plačevati. Za obvezno članarino zbornica nudi:
- zastopa interese obrtnikov in malih podjetnikov - delodajalcev, saj se z vsemi sredstvi bori za zagotovitev razmer tako v Sloveniji kot tudi v Evropski uniji, ki bodo obrti in malim podjetnikom olajšale gospodarjenje, spodbujale in omogočale njihovo rast in razvoj;
- že vrsto let opravlja socialno partnerstvo, saj je enakopraven član socialnega sporazumevanja v okviru ekonomsko-socialnega sveta.
- opravlja svetovalno dejavnost na področju splošnega in specialističnega svetovanja
- izobražuje za potrebe obrti in podjetništva; Mojstrski izpiti kot pomemben del vseživljenjskega učenja dobivajo novo vrednost, pomembna je tudi promocija  poklicev in poklicnega izobraževanja, saj se mladi težko odločajo za te poklice in kadrov v obrti primanjkuje
- izvaja informativno dejavnost, saj poleg revij Obrtnik in Podjetnik izdaja  še številne publikacije, internetne strani OZS in OOZ in povezuje vse območne zbornice v enoten informacijski sistem;
- izvaja številna javna pooblastila, ki jih je obrtni zbornici z zakoni prepustila država; najpomembnejše je izdajanje obrtnih dovoljenj in vodenje obrtnega registra;
- izdaja kartico Obrtnik, ki jo imajo vsi člani OZS, saj je identifikacijska, bonitetna in plačilna kartica.

OZS izvaja veliko število javnih pooblastil Arhivirano 2009-09-12 na Wayback Machine., ki jih je država prenesla nanjo z različnimi zakoni. Ta javna pooblastila lahko po področjih razdelimo na štiri sklope:
- Obrtna dovoljenja in obrtni register
- Področje cestnega prometa
- Področje poklicnega izobraževanja
- Registri in seznami

## Obrtni register
je voden kot centralna informacijska podatkovna baza, ki vsebuje podatke o več kot 50.000 obrtnikih in podjetnikih, članih OZS. V njem so navedene: dejavnosti, s katerimi se člani ukvarjajo, kontaktne osebe, davčna in matična številka člana, območje, na katerem član deluje in v katere strokovne sekcije so včlanjeni. OZS po pooblastilih države izdaja  tudi obrtna dovoljenja, njihove spremembe in tudi njihovo prenehanje. Izdaja sklepe o vpisu obrti podobnih dejavnosti v obrtni register.

## Področje cestnega prometa
OZS vodi podatkovno bazo o samostojnih podjetnikih, ki opravljajo prevozniško dejavnost in imajo pri OZS izdano licenco Arhivirano 2007-12-15 na Wayback Machine. za opravljanje prevozov blaga v mednarodnem in notranjem cestnem prometu, prevozov potnikov v mednarodnem in v notranjem cestnem prometu ter avto taksi prevozov, licenco Skupnosti za opravljanje mednarodnih prevozov v cestnem prometu. OZS organizira in izvaja postopke preverjanja in potrjevanja nacionalnih poklicnih kvalifikacij za voznike in odgovorne osebe v prometu. 

Na tem področju OZS še skrbi za:
- Postopek izdaje in odvzema licenc za prevoze v cestnem prometu in EU licenc,
- Izdaja potrdil o priglasitvi za prevoze za lastne potrebe (režijski prevoz) za pravne in fizične osebe, ki so člani Obrtne zbornice Slovenije,
- Vodenje evidence (registra) o izdanih licencah in izvodih licenc za vozila,
- Vodenje postopkov izdaje dovolilnic za prevoze v mednarodnem cestnem prometu in CEMT dovolilnic za mednarodne prevoze,
- Vodenje posebnega registra mednarodnih prevoznikov (na podlagi izdanih licenc).

## Poklicno izobraževanje
OZS vodi podatkovno bazo mojstrov, nosilcev kakovosti obrti, ki se ponašajo z enim izmed 48 mojstrskih nazivov, ki pa se pridobi z opravljenim mojstrskim izpitom in s tem tudi pridobi srednjo strokovno izobrazbo. Mojstri se lahko vključijo v klub mojstrov Arhivirano 2009-09-15 na Wayback Machine., kjer lahko svoje storitve na spletnih straneh OZS tudi oglašujejo.
V okviru izobraževanja OZS organizira in vodi še:
- Registre obratovalnic, v katerih se izobražujejo vajenci ter oseb, ki so pooblaščene za njihovo izobraževanje,
- Registracija učnih pogodb ter vodenje registra o učnih mestih in sklenjenih učnih pogodbah,
- Opravljanje nadzora obratovalnic, v katerih se izobražujejo vajenci in nadzora nad strokovno usposobljenostjo nosilcev obrtnih dejavnosti, ki izobražujejo za obrtne poklice,
- Verifikacija pogojev za izvajanje praktičnega izobraževanja vajencev na učnem mestu,
- Organizacija in vodenje vmesnih preizkusov za vajence v drugem letniku dualnega sistema poklicnega izobraževanja,
- Organizacija in vodenje praktičnega dela zaključnih izpitov vajencev.

## Registri in seznami
Med ostalimi registri in sezname, ki jih opravlja in vodi OZS je tudi spletna stran sekcije za domačo in umetnostno obrt in vsebuje podatke o članih sekcije, njihovih dejavnostih in številnih izdelkih domače in umetnostne obrti. OZS izdaja mnenja, ali se določen izdelek lahko šteje za izdelek domače in umetnostne obrti. Za izdelovalce domače in umetnostne obrti se vodi na OZS tudi register. Katalog rokodelcev Slovenije pa zajema širok izbor izdelkov, ki predstavljajo slovensko kulturno dediščino na eni strani in komercialno uporabnost na drugi.

Pomemben vir informacij za cvetličarje, vrtnarje – gojitelje cvetja Arhivirano 2009-09-03 na Wayback Machine. in okrasnih rastlin ter parkovne vrtnarje je tudi njihova spletna stran in register, kjer uporabniki njihovih storitev pridobijo veliko uporabnih informacij.
Na straneh OZS ima sekcija gostincev seznam gostinskih obratov Arhivirano 2009-12-19 na Wayback Machine., ki jih priporočajo območne obrtno – podjetniške zbornice. Tu najdemo okoli 450 gostiln, restavracij in gostišč, ki izstopajo s svojo gostinsko in kulinarično ponudbo in jih lahko najdemo po različnih kriterijih iskanja.
Katalog Ponudba slovenske obrti izhaja v treh jezikih - slovenskem, angleškem in nemškem. Vsakič v njej svojo ponudbo predstavi nekaj sto slovenskih obrtnikov. Katalog izide ob otvoritvi največjega obrtnega sejma na svetu sejma IHM, ki poteka marca v Münchnu - v nakladi 12.000 izvodov. 

## Vir
Obrtni zakon 